# Liste der Bodendenkmale in Asendorf (Landkreis Diepholz)
In der Liste der Bodendenkmale in Asendorf sind die Bodendenkmale der niedersächsischen Gemeinde Asendorf (Landkreis Diepholz) aufgeführt. Die Quelle ist der Denkmalatlas Niedersachsen.
- Bitte beachten Sie, dass diese Liste keinen Anspruch auf Vollständigkeit erhebt.
- Die Angaben ersetzen nicht die rechtsverbindliche Auskunft der zuständigen Denkmalschutzbehörde.
- Es sind nur Daten aus dem Denkmalatlas verarbeitet.
- Der Stand der Liste ist der 26. Mai 2025.

Asendorf im Landkreis Diepholz

## Allgemein
In den Spalten finden sich folgende Informationen des Bodendenkmales:
| Lage         | geographische Koordinaten                                                           |
| Bezeichnung  | Bezeichnung lt. Denkmalatlas                                                        |
| Beschreibung | Beschreibung lt. Denkmalatlas                                                       |
| ID           | Objekt-ID                                                                           |
| Bild         | Bild, ggf. zusätzlich mit Link zu weiteren Fotos im Medienarchiv Wikimedia Commons. |

## Graue
| Lage                      | Bezeichnung         | Beschreibung | ID       | Bild |
| ------------------------- | ------------------- | --- | -------- | ---- |
| 52° 44′ 56″ N, 9° 3′ 7″ O | Graue 4, Rottekuhle | Anlage ist auf keiner historischen Karte und keiner TK des 20. Jh. verzeichnet. In der Preußischen Landesaufnahme ist allerdings der Verlauf des Baches oberhalb des Talgrundes entlang der Gemarkungsgrenze verzeichnet, also im Bereich des Hangkanals. Aufgrund von zwei mindestens 200-jährigen Buchen, die auf dem Damm des Hangkanals stehen, wird damit eine Datierung vor 1800 wahrscheinlich. | 49489549 | BW   |

## Haendorf
| Lage                       | Bezeichnung            | Beschreibung | ID       | Bild |
| -------------------------- | ---------------------- | --- | -------- | ---- |
| 52° 48′ 20″ N, 9° 1′ 28″ O | Haendorf 6, Grabhügel  | Durchmesser ca. 22 m und Höhe ca. 1,6 m. Westfuß von einem Stubbenwall von Norden nach Süden gequert.              | 49335322 | BW   |
| 52° 48′ 20″ N, 9° 1′ 31″ O | Haendorf 7, Grabhügel  | Durchmesser ca. 16 m und Höhe ca. 0,9 m.                                                                           | 49335338 | BW   |
| 52° 48′ 19″ N, 9° 1′ 32″ O | Haendorf 9, Grabhügel  | Durchmesser ca. 12 m und Höhe ca. 0,7 m. Über westliches Drittel ein Stubbenwall.                                  | 49335373 | BW   |
| 52° 48′ 22″ N, 9° 1′ 36″ O | Haendorf 12, Grabhügel | Hügelrest Durchmesser ca. 6 m und Höhe ca. 0,4 m. Durch Materialabbau größtenteils zerstört. Ein kleines Kopfloch. | 49335478 | BW   |